# Paradisanthus micranthus
Paradisanthus micranthus är en orkidéart som först beskrevs av João Barbosa Rodrigues, och fick sitt nu gällande namn av Rudolf Schlechter. Paradisanthus micranthus ingår i släktet Paradisanthus och familjen orkidéer. Inga underarter finns listade i Catalogue of Life.

## Bildgalleri

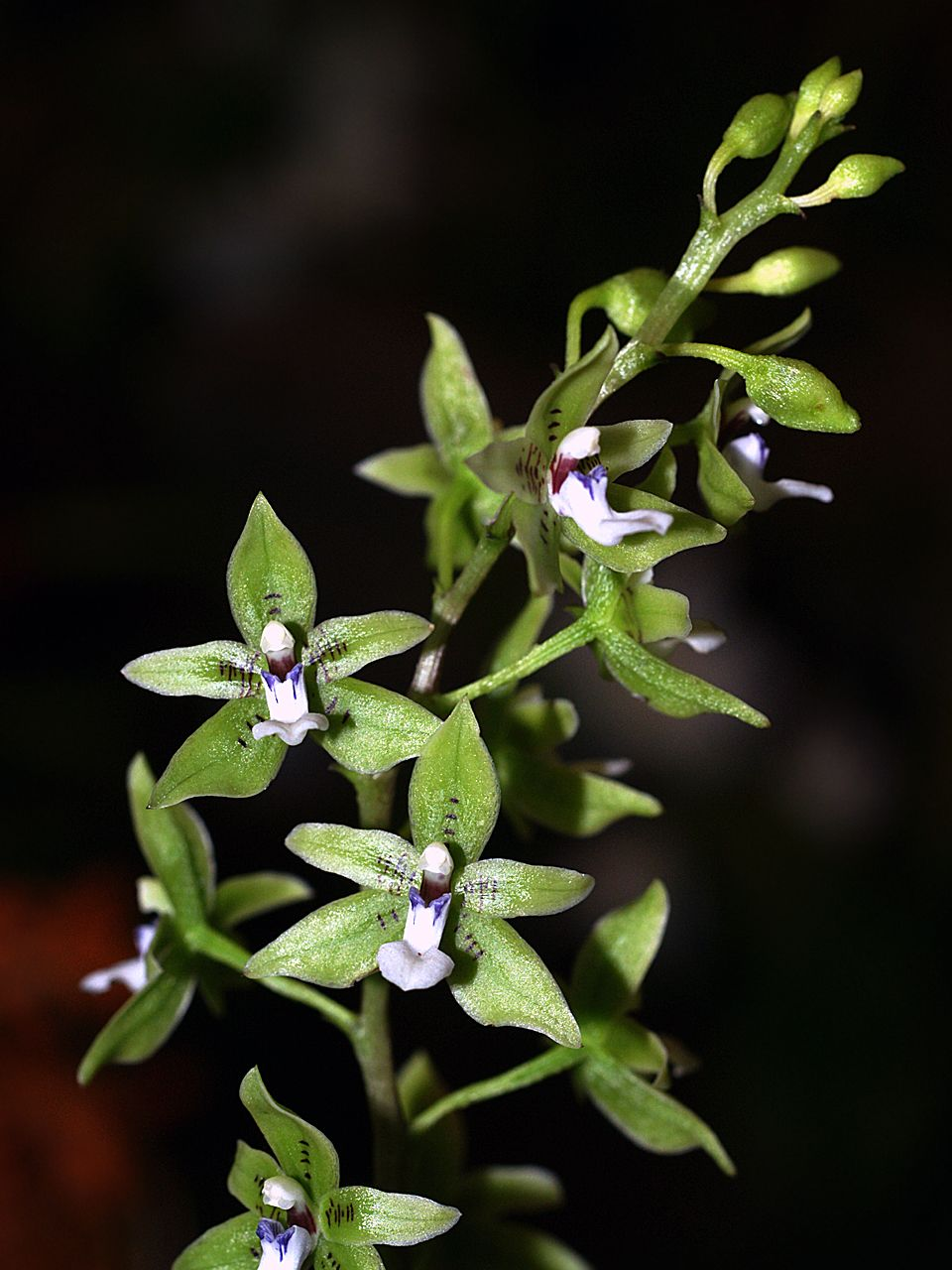
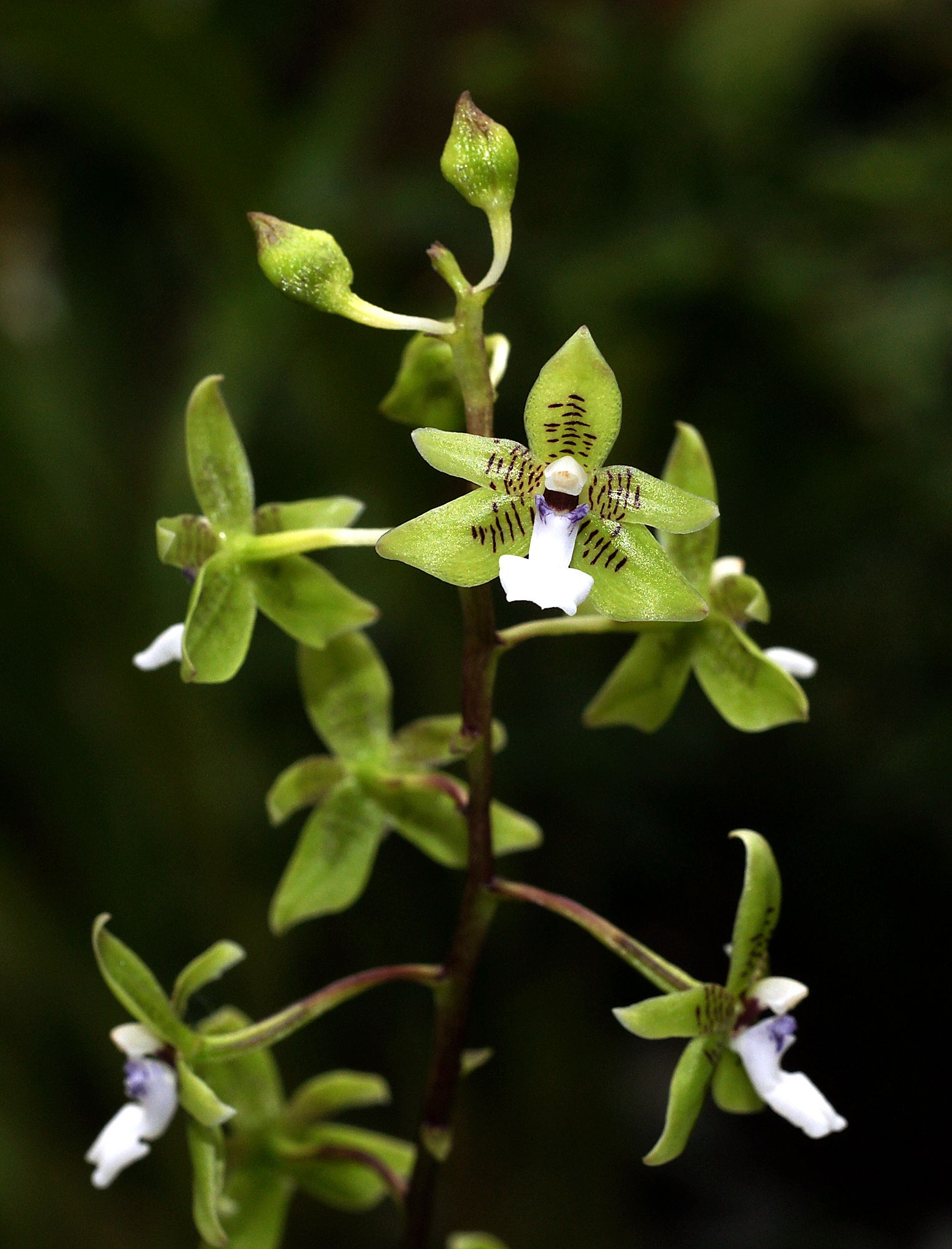
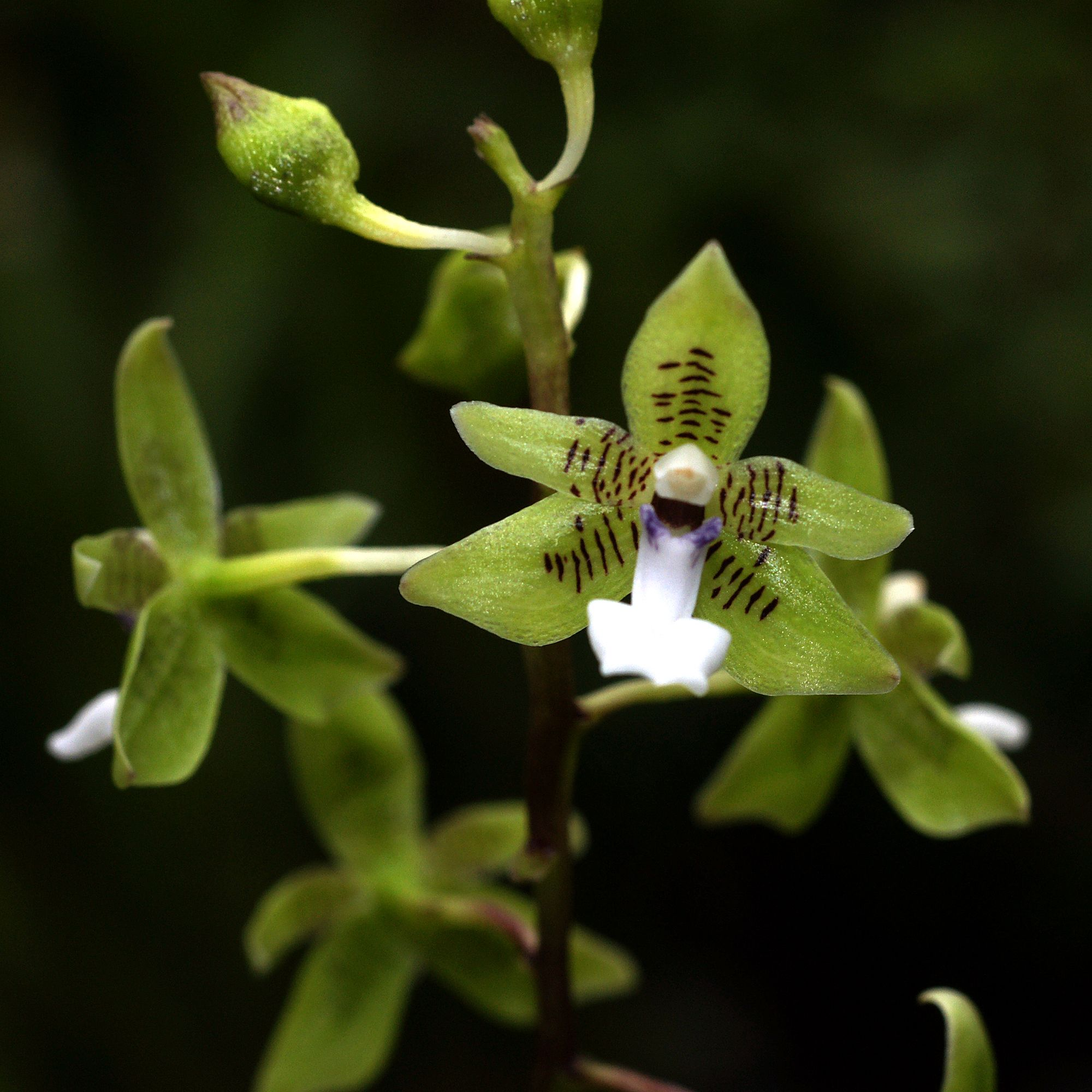
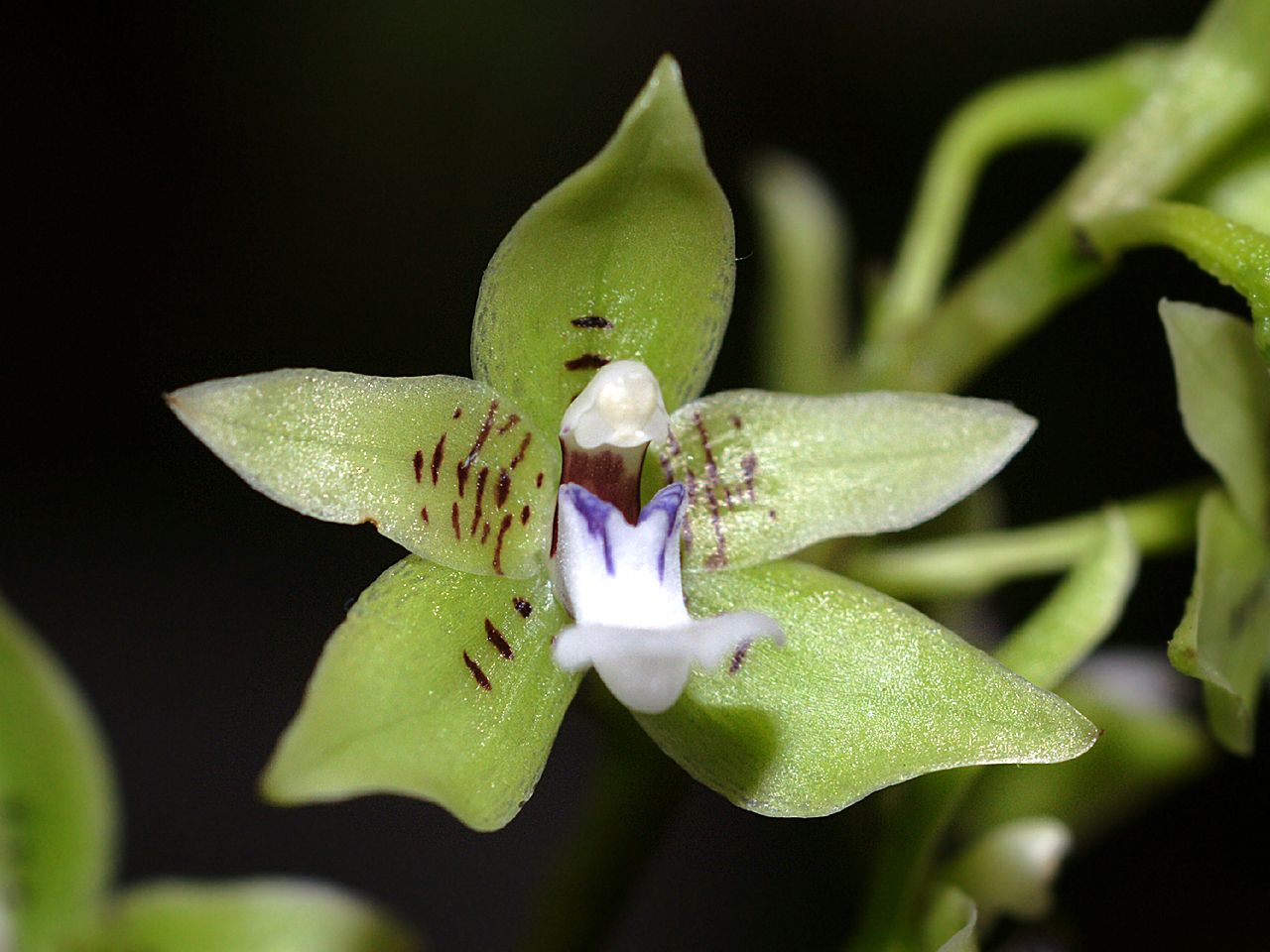